# Costa Rica en los Juegos Olímpicos de Berlín 1936
Costa Rica estuvo representada en los Juegos Olímpicos de Berlín 1936 por un deportista masculino que compitió en esgrima.
El portador de la bandera en la ceremonia de apertura fue el esgrimidor Bernardo de la Guardia. El equipo olímpico costarricense  no obtuvo ninguna medalla en estos Juegos.